# Wilków (Mazovie)
Pour les articles homonymes, voir Wilków.
Wilków [ˈvilkuf] est un village polonais, situé dans la Powiat de Varsovie-ouest et dans la voïvodie de Mazovie dans le centre-est de la Pologne.
Il se situe à environ 3 kilomètres à l'ouest de Leszno, 17 kilomètres à l'ouest d'Ożarów Mazowiecki (chef-lieu) et à 31 kilomètres à l'ouest de Varsovie.
Le village a une population de 58 habitants en 2000.